# Marek Gracz
Marek Gracz (ur. 9 marca 1949 w Gdańsku) – polski operator filmów dokumentalnych, wykładowca Wyższej Szkoły Sztuki i Projektowania w Łodzi.

## Życiorys
- 1975: ukończenia studiów, Wydział Operatorski PWSFTviT w Łodzi (dyplom w 1977)
- 1976–1990: związany zawodowo z Wytwórnią Filmów Fabularnych w Łodzi
- od 1984: współpraca z TVP Łódź
- od 2002: wykładowca Wyższej Szkoły Sztuki i Projektowania w Łodzi.
- w latach 2004–2012: pełnił funkcję dziekana na Wydziale Filmu i Fotografii w Wyższej Szkole Sztuki i Projektowania w Łodzi.

## Filmografia

### Filmy dokumentalne
- 2004: Lwy azjatyckie – program EEP – realizacja
- 1989: Konzentrationslager Buchenwald – zdjęcia
- 1989: Rozwoju zarodka człowieka - zdjęcia
- 1988: Deja vu – zdjęcia
- 1988: Nad Odrą – reżyseria, scenariusz, zdjęcia
- 1987: Requiem dla pstrąga – zdjęcia
- 1985: Sprzężenie zwrotne – zdjęcia
- 1985: Tatrzańskie impresje – reżyseria, scenariusz, zdjęcia
- 1985: Zakopane – lato – reżyseria, scenariusz, zdjęcia
- 1984: Zakopane – zima – reżyseria, scenariusz, zdjęcia
- 1983: Sudeckie impresje – reżyseria, scenariusz, zdjęcia
- 1982: Indianie Ameryki Północnej – reżyseria, scenariusz, zdjęcia
- 1980: Mesa Verde – reżyseria, scenariusz, zdjęcia
- 1980: Rezerwaty bez granic, odc.: Dzień Dziękczynienia, Preria, Lekarstwo dla duszy – zdjęcia
- 1978: Spis – zdjęcia
- 1976: Tryptyk marzeń – zdjęcia

### Seriale telewizyjne
- 1992: Kowalikowie – reżyseria, scenariusz

### Spektakle telewizyjne
- 1995: Pokoje do wynajęcia – reżyseria
- 1993: Ładna historia – reżyseria
- 1992: Ptaki – reżyseria
- 1990: Kto zabił Łucję Verane – scenariusz, reżyseria
- 1988: Aplikant – scenariusz, reżyseria
- 1984: Bestseller – scenariusz, reżyseria

### Filmy fabularny
- 1983: Mars i Wenus w szóstce – zdjęcia

### Filmy animowany
- 1982: Rower, krowa w ktoś i coś – zdjęcia

### Etiudy zrealizowane w PWSFTviT
- 1976: Meandary – zdjęcia
- 1975: Zmrużenia oka – zdjęcia
- 1974: Ćwiczenie operatorskie – zdjęcia

### Nagrody filmowo-fotograficzne
- 2006: II Nagroda za cykl Lwy azjatyckie – program EEP V Międzynarodowy Festiwal Filmowy Nowogard
- 2005: Nagroda Złota Plakieta w kategorii “Short Subject” za film "EYE BLINK" 11th Chicago International Film Festiwal Chicago
- Nagroda Grand Prix i Medal Josepha Nicephora Niepca Bordeaux - Francja za cykl foto"OLD MAN”